# Prințesa Victoria de Hesse
Prințesa Victoria de Hesse și de Rin, mai târziu Victoria Mountbatten, Marchiză de Milford Haven (Victoria Alberta Elisabeth Mathilde Marie; 5 aprilie 1863 – 24 septembrie 1950) a fost fiica cea mare a Marelui Duce Ludovic al IV-lea și a primei lui soții Prințesa Alice a Regatului Unit.
Mama ei a murit în timp ce frații și surorile sale erau mici, ea devenind devreme responsabilă față de frații ei. S-a căsătorit cu verișorul ei primar prințul Ludovic de Battenberg, un ofițer în Marina Regală Britanică și a trăit cea mai mare parte a vieții în diferite părți ale Europei acolo unde soțul ei avea posturile trimis de Marina Militară.
A fost bunica maternă a Prințului Filip, Duce de Edinburgh, care a fost soțul reginei Elisabeta a II-a a Regatului Unit.

## Primii ani

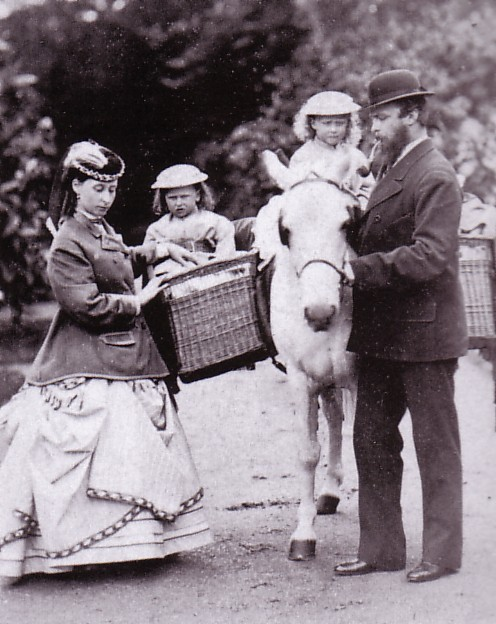
Prințesa Victoria copil împreună cu părinții și sora mai mică Ella.

Victoria s-a născut în ziua de Paști în anul 1863 la Castelul Windsor, în prezența bunicii materne, regina Victoria. A fost botezată în religia luterană la 27 aprilie. Primii ani i-a petrecut la Bessungen, Germania, iar când a împlinit trei ani, familia a plecat la Darmstadt, unde Victoria a împărțit camera cu sora sa mai mică, Ella.
În timpul Războiului austro-prusac din 1866, Victoria este trimisă în Anglia împreună cu sora ei Ella să locuiască la bunica lor până la sfârșitul ostilităților care s-au terminat prin atașarea Hesse-Kassel și părți din Hesse-Darmstadt la Prusia. În timpul Războiului franco-prusac din 1870, în grădina palatului au fost înființate spitale militare, iar Victoria a ajutat la bucătărie.
În 1872, fratele de optsprezece luni al Victoriei, "Frittie", a fost diagnosticat cu hemofilie. Diagnosticul a venit ca un șoc pentru familiile regale din Europa; au trecut douăzeci de ani de când regina Victoria a dat naștere fiului ei cu hemofilie, Prințul Leopold, Duce de Albany, și a fost primul indiciu că boala în familia regală a fost ereditară. În anul următor, "Frittie" a căzut de la o fereastră și a murit. Acesta a fost prima din multele tragedii ale Victoriei.
În 1878, Victoria s-a îmbolnăvit de difterie. Ella a fost rapid mutată din camera lor și a fost singurul membru al familiei care a scăpat de boală. Zile întregi mama ei a îngrijit-o pe Victoria și pe ceilalți membri ai familiei; sora Victoriei, Maria, a murit. Când se părea că familia s-a recuperat, mama Victoriei s-a îmbolnăvit. A murit la 14 decembrie, la comemorarea morții Prințului Albert, Prinț Consort. Victoria fiind cel mai mare copil și-a asumat parțial rolul de mamă pentru copiii mai mici. Mai târziu a scris: "Moartea mamei a fost o pierdere ireparabilă ... copilăria mea s-a încheiat cu moartea ei pentru că eram cea mai mare și mai responsabilă".

## Căsătorie și familie

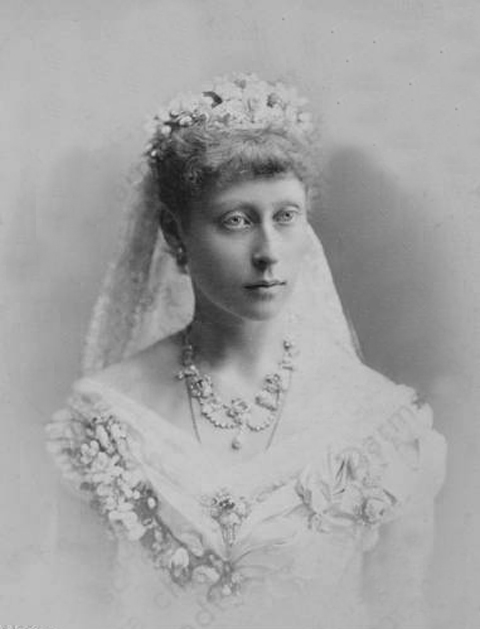
Prințesa Victoria

La reuniunile de familie, Victoria l-a întâlnit de multe ori ei pe vărul ei Prințul Louis de Battenberg, un membru al unei ramuri morganatice a familiei regale hessiene. Prințul Louis a adoptat naționalitatea britanică și a servit ca ofițer în Marina Regală. În iarna anului 1882, s-au întâlnit din nou la Darmstadt, iar vara următoare s-au logodit.
După o scurtă amânare din cauza decesului Ducelui de Albany, Victoria s-a căsătorit cu Prințul Louis la 30 aprilie 1884 la Darmstadt. Tatăl ei nu a aprobat căsătoria; în viziunea lui, Prințul Louis avea puțini bani și l-ar fi lipsit de compania fiicei lui deoarece cuplul urma să locuiască în Marea Britanie. Totuși, Victoria era independentă și nu a ținut cont de nemulțumirea tatălui. Tatăl Victoriei s-a căsătorit în secret în aceeași seară cu amanta sa, Alexandrine de Kolemine, fosta soție a însărcinatului cu afaceri rus la  Darmstadt. Căsătoria lui cu un om de rând divorțat a șocat regalitatea din Europa și prin presiuni diplomatice și ale familiei tatălui Victoriei, el a fost nevoit să solicite o anulare a căsătoriei sale.
În următori ani, Victoria a avut patru copii:
- Alice de Battenberg (1885-1903); căsătorită în 1903 cu Prințul Andrei al Greciei și Danemarcei; mama Ducelui de Edinburgh
- Louise Mountbatten (1889-1965); căsătorită în 1923 cu regele Gustaf al VI-lea Adolf al Suediei
- George Mountbatten (1892-1938); căsătorit în 1916 cu Contesa Nadejda Mikhailovna de Torby
- Louis Mountbatten (1900-1979);căsătorit în 1922 cu Edwina Cynthia Annette Ashley

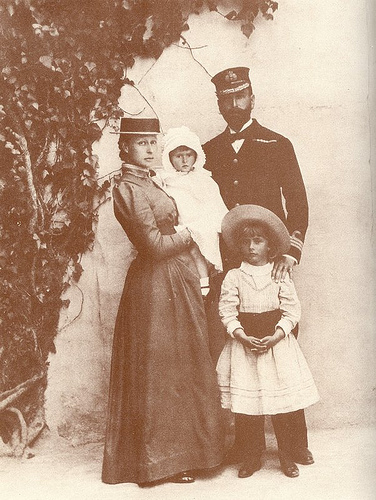
Victoria și Louis cu fiicele lor Alice și Louise în 1889.

Cuplul a trăit în mai multe case din Chichester, Sussex, Walton-on-Thames și Schloss Heiligenberg, Jugenheim. Când Prințul Louis a servit în Mediterranean Fleet, ea a petrecut câteva ierni la Malta. În 1887, Victora s-a îmbolnăvit de febră tifoidă însă, după ce a fost îngrijită de soțul ei, a putut participa în iunie la Jubileul de Aur al reginei Victoria de la Londra.
Victoria a fost interesată de știință și a desenat detaliat hărți geologice ale Maltei și de asemenea a participat la săpături arheologice atât în Mallta cât și în Germania. Ea personal a predat lecții copiilor și le-a prezentat idei și invenții noi. În 1906, a zburat într-un zeppelin și chiar mai îndrăzneață, a zburat mai târziu într-un biplan.
Până în 1914, Victoria și-a vizitat cu regularitate rudele atât în Germania cât și în Rusia inclusiv cele două surori care se căsătoriseră în familia regală rusă: Ella care se căsătorise cu Marele Duce Serghei Alexandrovici și Alix care se căsătorise cu Țarul Nicolae al II-lea al Rusiei. Victoria a fost una din rudele Țarinei care a încercat s-o îndepărteze de sub influența lui Rasputin. La izbucnirea Primului Război Mondial dintre Germania și Marea Britanie în 1914, Victoria și fiica ei Louise au plecat în Rusia la Ekaterinburg unde au stat o perioadă.
Prințul Louis a fost forțat să demisioneze din marină la începutul războiului din cauza originilor sale germane iar cuplul s-a  retras în anii războiului la Casa Kent din Isle of Wight pe care Victoria a primit-o de la mătușa ei, Prințesa Louise, Ducesă de Argyll.  Victoria a condamnat forțarea demisiei soțului ei de către guvern "care l-a tratat cu puțin respect și încredere".
Ea nu avea încredere în Winston Churchill deoarece odată l-a împrumutat cu o care pe care acesta nu i-a mai înapoiat-o. Ostilitatea publicului față de Germania l-a determinat pe regele George al V-lea al Regatului Unit să renunțe la titlurile sale germane și în același timp, la 14 iulie 1917 Prințul Louis și Victoria au renunțat la titlurile lor și la numele Battenberg alegând varianta engleză a numelui, Mountbatten. Trei zile mai târziu, Louis a fost reînnobilat de regele ca marchiz de Milford Haven.
În timpul războiului, două surori ale Victoriei, Alix, țarină a Rusiei și Ella, Mare Ducesă a Rusiei, au fost ucise în revoluția rusă iar fratele ei, Ernest Louis, Mare Duce de Hesse, a fost detronat.

## Ultimii ani
În 1921 soțul ei moare la Londra; Victoria se mută la Palatul Kensington. În 1930, fiica ei cea mare, Alice, suferă o cădere nervoasă și este diagnosticată ca schizofrenică. În următorii zece ani, Victoria a fost în mare măsură responsabilă de educația nepotul ei, Filip, în timpul separării părinților lui și a instituționalizării mamei lui.
În 1937, fratele Victoriei, Ernest Louis, a murit și curând, într-un accident de avion au murit: nepoata sa Prințesa Cecilie a Greciei și Danemarcei care era căsătorită cu fiul fratelui ei Ernest Louis și doi copii din cei trei ai acestora când au părăsit Darmstadt, unde au participat la funeraliile tatălui lui Georg, Ernest Louis, spre Londra unde trebuia să aibă loc nunta fratelui lui Georg, Prințul Louis; Cecilie era însărcinată cu al patrulea copil. Cel mai mic copil al Ceciliei, Prințesa Ioana, nu a fost în avion și a fost adoptată de unchiul ei Prințul Louis de Hesse și de Rin însă micuța a murit de meningită după un an și jumătate.
Altă tragedie a urmat curând când fiul Victorie, George, a murit de cancer osos anul următor. În timpul celui de-Al Doilea Război Mondial, Victoria a părăsit Palatul Kensington și a locuit la Castelul Windsor cu regele George al VI-lea. Își petrecea timpul citind și făcându-și griji pentru copii; fiul ei Louis și doi din nepoți serveau în Marina Regală; fiica ei Alice rămăsese în Grecia ocupată și nu a putut comunica cu ea 4 ani. După victoria Aliaților, fiului ei Louis i s-a oferit postul de vicerege al Indiei însă ea s-a opus știind că poziția este periculoasă și grea. El a acceptat oricum.
S-a îmbolnăvit de bronșită (fuma de la vârsta de 16 ani) la casa fiului ei Louis din Hampshire în vara anului 1950. Spunând "e mai bine să mori acasă", Victoria s-a mutat la Palatul Kensington, unde a murit.